# Hispano-bretón (caballo)
El caballo hispano-bretón es una raza de caballo que fue creada antaño para satisfacer las necesidades agrarias en las zonas montañosas cruzando el caballo español con la raza del caballo bretón traída de Francia, pero con la mecanización del campo en la década de 1960 dejó de utilizarse para trabajar en el campo. Esta raza de caballo está extendida por el Pirineo y Prepirineo aragonés y catalán y por el Sistema Cantábrico, sobre todo en la comarca leonesa de Babia y en los montes de Cantabria.
Hoy día se utiliza para la producción de carne y la prevención de incendios. Se cría en régimen totalmente extensivo, en otoño, primavera e invierno se tienen en la tierra baja y en verano se suben a los puertos de montaña. Solo reciben sustituto del pasto (heno, paja y pienso) en situaciones puntuales de escasez.
La reproducción se realiza con monta natural y los potros se destetan a los 6 meses con la bajada de las yeguas a la tierra baja en invierno. Los potros se destinan a la producción de carne de potro lechal.
El primer fin de semana de noviembre se celebra la feria de Caballo Hispano-Bretón en Puigcerdá, en la provincia de Gerona, en el que se compran y venden animales y se celebra el concurso de la raza hispano-bretona. 
En la comarca de Babia de la cordillera cantábrica, el último domingo del mes de agosto se celebra el Concurso-Exposición de Ganado Caballar Hispano-Bretón en San Emiliano (León), que congrega a cientos de estos ejemplares al ser la cita más importante de la zona; además cada 14 de octubre y 8 de noviembre se repiten otras ferias dedicadas al hispano-bretón.

## Empleo en el ejército

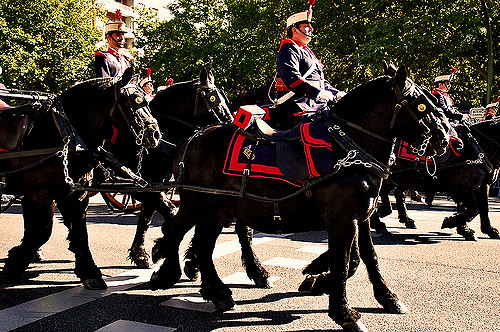
Caballos Hispano-Bretones de la Batería Real

La Batería Real pertenece al Grupo de Escoltas de la Guardia Real. Consta de una sección hipomóvil, con cañones Schneider 75/28mm. de 1906,  fabricados en Trubia (Asturias) y Sevilla y los correspondientes carrillos, tirados por caballos hispano-bretones de capa castaña y negra y una sección de salvas, con obuses OTO Melara del 105/14, para efectuar las salvas de ordenanza. También participa en la guardia de seguridad del Palacio de La Zarzuela. Su primer capitán fue el oficial de artillería D. Ignacio Pío Martínez Ara.
Los caballos de tiro proceden de los centros militares de Cría Caballar (CMCC) de Ibio (Cantabria) y Garrapinillos (Zaragoza). 